# Golfo di Leyte

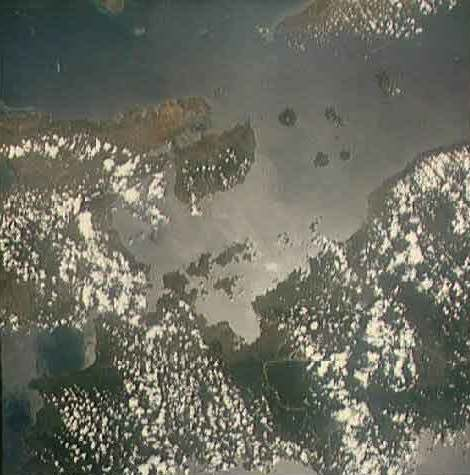
Foto satellitare del Golfo di Leyte

Il golfo di Leyte è un'insenatura del mare delle Filippine nell'isola di Leyte, nelle Filippine.

## Geografia
Il golfo di Leyte è delimitato a nord dall'isola di Samar e a sud da Mindanao, separate dall'Isola di Leyte rispettivamente dallo stretto di San Juanico e dallo stretto di Surigao.
A sud-est l'isola di Homonhon chiude in parte il Golfo, mentre a est si trovano l'isola di Dinagat e le isole Sulu. Il Golfo di Leyte si estende per circa 130 km da nord a sud e per 60 km da est a ovest.

## Storia
Durante la seconda guerra mondiale, il golfo di Leyte divenne teatro di una delle più grandi battaglie navali della storia, combattuta tra forze alleate e la Marina imperiale giapponese, che prese il nome di battaglia del Golfo di Leyte. In seguito, quando le forze statunitensi presero il controllo del Golfo, le sue isole furono convertite in basi militari per i Boeing B-29 Superfortress che bombardarono il Giappone dal novembre 1944 all'agosto 1945.